# LOVE SURVIVE
「LOVE SURVIVE」（ラブ・サバイブ）は、SCANDALの11枚目のシングル。2011年7月27日にエピックレコードジャパンから発売された。

## 概要
3rdアルバム『BABY ACTION』の先行シングル。
初回特典として、「別冊『超SCANDAL』Vol.8」を封入。

## 収録曲
1. LOVE SURVIVE
作詞：HARUNA、田中秀典　作曲：田中秀典　編曲：篤志
2. 君に嫉妬中
作詞・作曲・編曲：ハジメタル
3. ひかれ
作詞：RINA　作曲：MAMI、RINA　編曲：SCANDAL
4. LOVE SURVIVE（Instrumental）